# Parapodio
Los parapodios o parápodos son apéndices pares que se distribuyen en cada segmento del cuerpo de los anélidos poliquetos y que se hallan también en algunos clados de moluscos gasterópodos opistobranquios.

## Parapodios de los poliquetos
En el caso de los poliquetos, cada parapodio tiene dos lóbulos: un notopodio dorsal y un neuropodio ventral. Cada lóbulo está sostenido por una o más espinas quitinosas (acículas). Los parapodios de los poliquetos llevan cerdas (quetas) y están abundantemente provistos de vasos sanguíneos. 

Esquema anatómico de los poliquetos que muestra detalles de los parapodios.

Los parapodios son empleados por los poliquetos para reptar y nadar, y son manipulados por músculos oblicuos que parten de la línea media ventral hacia los parapodios de cada segmento.

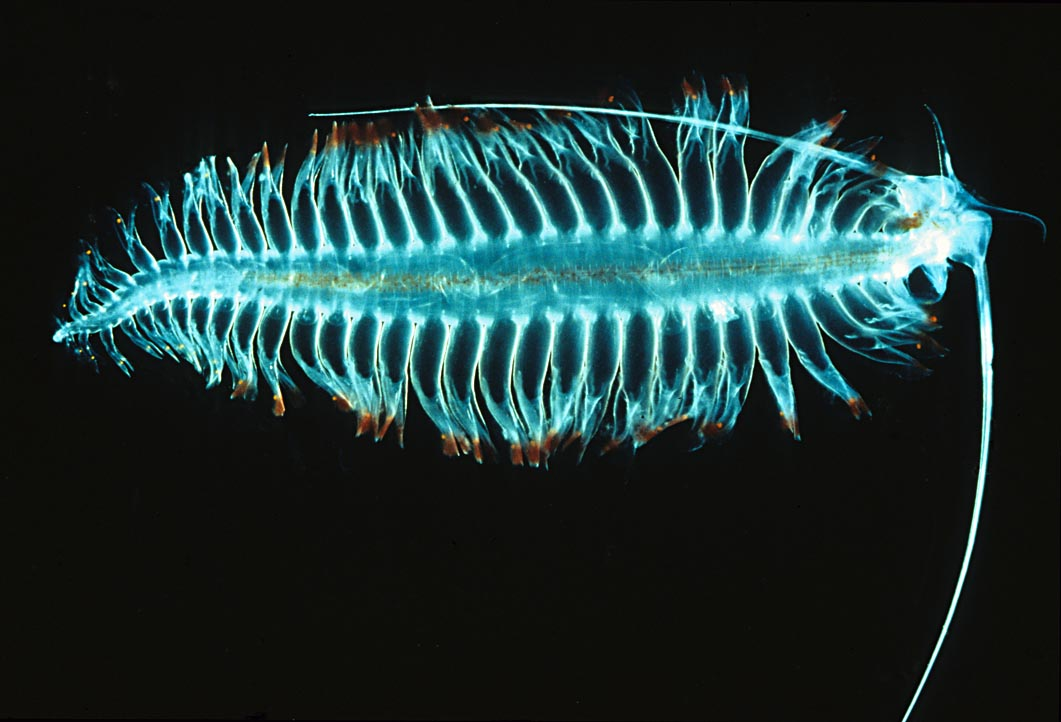
Poliqueto planctónico del género Tomopteris (Polychaeta: Aciculata: Tomopteridae).

## Parapodios en los opistobranquios
Las protrusiones carnosas de algunos gasterópodos reciben también el nombre de parapodios. 
Esos parapodios están particularmente bien desarrollados en las mariposas de mar (Thecosomata). También hacen uso de los parapodios para nadar algunas liebres de mar (Aplysiomorpha). Además de emplearse para la locomoción, los parapodios pueden servir para la respiración, desempeñando así la misma función que las branquias en otros animales.

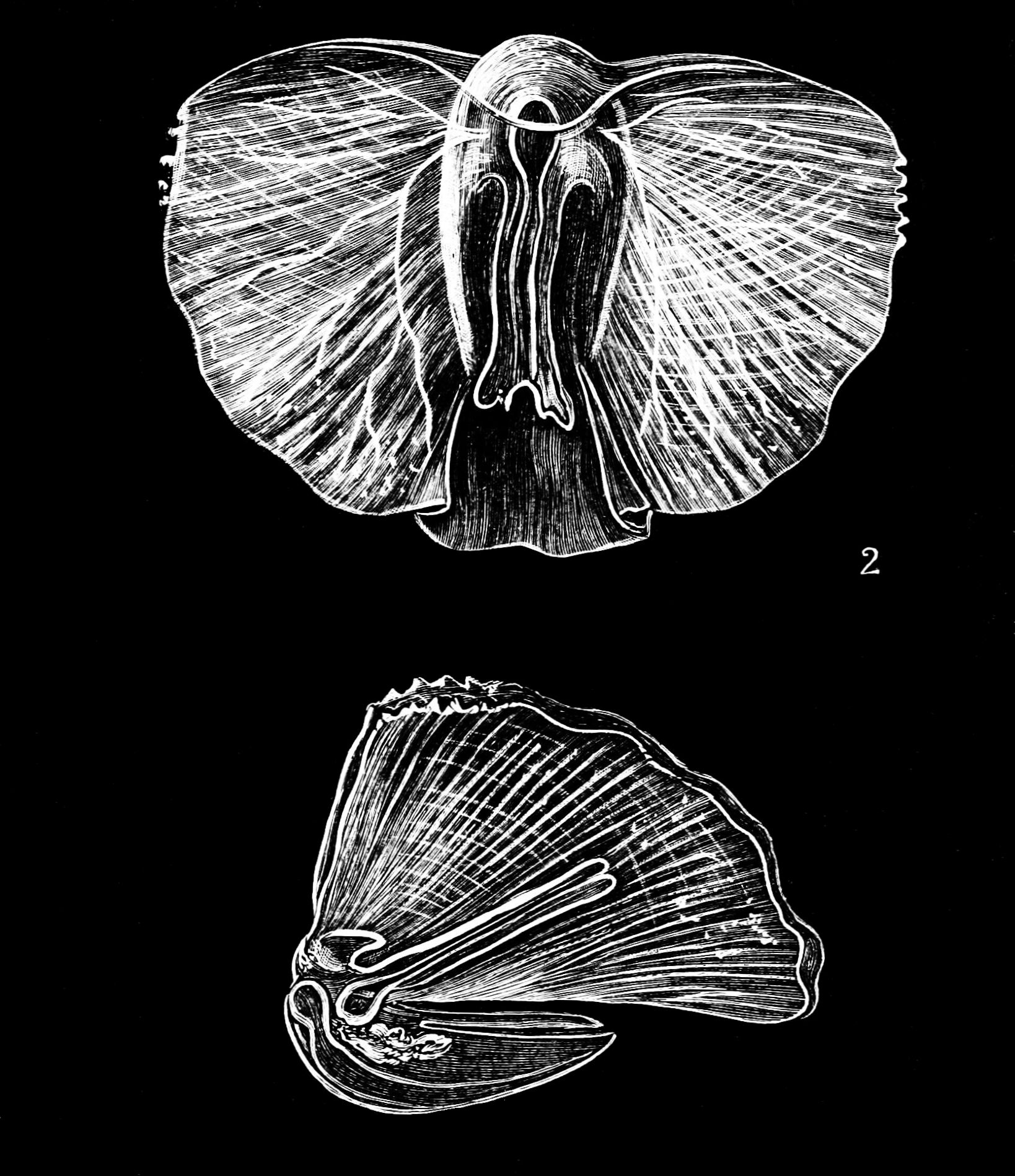
Mariposa de mar.

Entre los moluscos gasterópodos, presentan paropodios animales de estos clados:
- Cephalaspidea
- Thecosomata: mariposas de mar
- Gymnosomata: ángeles de mar
- Aplysiomorpha: liebres de mar